# Scheloribates crimicus
Scheloribates crimicus är en kvalsterart som beskrevs av Subbotina 1989. Scheloribates crimicus ingår i släktet Scheloribates och familjen Scheloribatidae. Inga underarter finns listade i Catalogue of Life.